# 张佑赫
張佑赫（諺文：장우혁，1978年5月8日—），生於韓國大邱市，是著名的韓國男歌手。1996年成為韓國人氣组合H.O.T.中的一員。後來H.O.T.解散，他和原成員安勝浩和李在元组成新團體JTL。2005年，張佑赫推出首張個人專輯《NO MORE DRAMA 拒絕再玩》，並於2006年上半年展開在中國的活動。2006年10月，張佑赫推出第二張個人專輯《MY WAY》。張佑赫擅長跳Popping和Wave舞蹈，此外，他除演唱和舞蹈方面的才能，同樣還具備作词、作曲和製作人的才能。他也擁有2級咖啡師執照，也因鑽研建築學和房地產投資，2019年為偶像界大地主，投資營利達82億，其中不包括他買下的咖啡店。
張佑赫在2007年11月15日前往忠清南道論山陸軍訓練所，接受4周的基礎軍事訓練後，作爲一名公益勤務兵服役為期26個月。2019年9月強勢回歸，於9月3日台灣時間下五5點在韓國國內外音樂平台發布新單曲《STAY》，同年10月4日台灣時間11點於韓國國內外發表回歸單曲《WEEKAND》，並於10月開始登上音樂節目開始演出。

## 唱片列表

### H.O.T.时期
- 第1輯：《反對一切暴力》
- 第2輯：《狼與羊》
- 第3輯：《復甦》
- 第4輯：《孩子！》
- 第5輯：《大愛》

### jtL时期
专辑：
- 1辑：Enter The Dragon
- 1.5辑：Love Story
- 2辑：Run Away
- jtL 歷史 History

### 张佑赫 個人專輯
- 1辑：No More Drama (拒絕再玩)
- 2辑：My Way
- 3辑：Time Is [L]Over (2011/05/25)
- 4辑：Back To The Memories (2011/11/18)
- 單曲：STAY(feat.BABYLON) (2019/09/03)
- 單曲：WEEKAND (2019/10/04)

## 影视作品
电视剧
- 2012年 《秘密天使》搜狐网络剧 饰 死神焕
- 2014年 《千金保姆》(原名:我的失忆女友) 饰演 安康

電影
- 2016年 《假裝看不見之電影大師》

## 獎項

### 大型頒獎禮獎項
| 年份 | 獎項                                                                                            |
| ---- | ----------------------------------------------------------------------------------------------- |
| 2003 | - MTV - 亞洲最高人氣藝術獎 - MTV Asia Awards - 韓國最高人氣藝人獎 - 韓國音樂頒獎禮 - 年度歌手獎 |

### 音樂節目獎項
| 年份   | 日期     | 電視台 | 節目名稱 | 獲獎歌曲 | 排名 |
| ------ | -------- | ------ | -------- | -------- | ---- |
| 2006年 | 12月24日 | SBS    | 人氣歌謠 | One Way  | 1位  |